# Langgöns
Langgöns är en kommun i Landkreis Gießen i Regierungsbezirk Gießen i förbundslandet Hessen i Tyskland. Kommunen bildades 1 januari 1977 genom en sammanslagning av de tidigare kommunerna Cleeberg, Dornholzhausen, Espa, Kleenheim och  Lang-Göns. Kleenheim var en sammanslagning 31 december 1971 av Niederkleen und Oberkleen.